# Watchtower (Nowy Jork)
Watchtower – jednostka osadnicza w Stanach Zjednoczonych, w stanie Nowy Jork, w hrabstwie Ulster.